# Khướu đồi châu Phi
Khướu đồi châu Phi, còn gọi là Lách tách châu Phi hay Họa mi đồi châu Phi, tên khoa học Sylvia abyssinica, là một loài chim trong họ Sylviidae. Chúng được Rüppell phân loại vào năm 1840.